# Élections législatives bissau-guinéennes de 1999
Les Élections législatives bissau-guinéennes de 1999 ont lieu en Guinée-Bissau le 28 novembre 1999 afin de renouveler les membres de l'Assemblée populaire nationale. Le scrutin a lieu en même temps que le premier tour de l'élection présidentielle.
Le Parti du renouveau social (PRS) est le grand gagnant des élections avec 38 sièges sur 102 sièges. C'est la première fois qu'un parti d'opposition remporte les élections depuis l'indépendance du pays en 1973.

## Résultats
| Partis | Partis                                                    | Votes   | %   | Sièges | +/-           |
| ------ | --------------------------------------------------------- | ------- | --- | ------ | ------------- |
|        | Parti du renouveau social                                 |         |     | 38     | 26            |
|        | Résistance de la Guinée-Bissau-Mouvement Bafatá           |         |     | 29     | 9             |
|        | PAIGC                                                     |         |     | 24     | 38            |
|        | Union pour le changement                                  |         |     | 3      | 3             |
|        | Parti social-démocrate (en)                               |         |     | 3      | Nv            |
|        | Alliance démocratique                                     |         |     | 3      | Nv            |
|        | Union nationale pour la démocratie et le progrès (en)     |         |     | 1      | Nv            |
|        | Guinean League for Ecological Protection (en)             |         |     | 0      | en stagnation |
|        | Democratic Social Front (en)                              |         |     | 1      | Nv            |
|        | Front de lutte pour l'indépendance nationale de la Guinée |         |     | 0      | 1             |
|        | Parti social-démocrate uni                                |         |     | 0      | en stagnation |
|        | Forum civique guinéen-Démocratie sociale (en)             |         |     | 0      | Nv            |
|        | Party for Renewal and Progress                            |         |     | 0      | Nv            |
|        |                                                           |         |     |        |               |
| Total  | Total                                                     | 432 604 | 100 | 102    | 2             |